# Christophe Laurent
Christophe Laurent (Mende, Losera, 26 de juliol de 1977) va ser un ciclista francès, professional des del 2001 fins al 2009.

## Palmarès
- 2001
  - 1r al Boucle de l'Artois
  - Vencedor d'una etapa a la Ruban Granitier Breton
  - Vencedor d'una etapa al Tour de Gironda
- 2009
  - Vencedor d'una etapa a la Roine-Alps Isera Tour

### Resultats al Tour de França
- 2004. 134è de la classificació general
- 2006. 125è de la classificació general